# Loire-sur-Rhône
Loire-sur-Rhône è un comune francese di 2 406 abitanti situato nel dipartimento del Rodano della regione Alvernia-Rodano-Alpi.

## Società

### Evoluzione demografica
Abitanti censiti